# Kāpūt
Kāpūt (persiska: کاپوت) är en ort i Iran.   Den ligger i provinsen Västazarbaijan, i den nordvästra delen av landet, 700 km nordväst om huvudstaden Teheran. Kāpūt ligger 2 285 meter över havet och antalet invånare är 758.
Terrängen runt Kāpūt är bergig. Runt Kāpūt är det ganska tätbefolkat, med 75 invånare per kvadratkilometer. Kāpūt är det största samhället i trakten. Trakten runt Kāpūt består i huvudsak av gräsmarker.